# Dysart, Iowa
Dysart là một thành phố thuộc quận Tama, tiểu bang Iowa, Hoa Kỳ. Năm 2010, dân số của thành phố này là 1379 người.

## Dân số
Dân số qua các năm:
- Năm 2000: 1303 người.
- Năm 2010: 1379 người.